# Akron / Family
Akron/Family es una banda de rock experimental influenciada por el folk formada en 2002. Sus miembros, actualmente, viven en Portland, Oregón; Los Ángeles, California; y Joshua Tree, California.

## Música e historia
Los tres miembros de la banda —Dana Janssen, Seth Olinsky y Miles Seaton— tocan varios instrumentos y cantan, como lo demuestran sus conciertos y grabaciones. En directo la banda se vale, fundamentalmente, de la improvisación y de armonías de tres partes. En su disco de debut homónimo las grabaciones de campo de una silla crujiente, los truenos y el ruido blanco de un televisor se combinan junto a elementos psicodélicos y electrónicos, guitarras y un glockenspiel.

### Primeros años (2003–2006)
Entre 2003 y 2007 la banda fue el centro de cierta escena social en Williamsburg, Brooklyn, que giraba en torno al café "Gimme! Coffee". Muchos de los acontecimientos de este período servirían como material para canciones.
En 2003 la banda comenzó a enviar demos al director de Young God Records Michael Gira, quien anunció al año siguiente su firma con el sello. Akron/Family, extraído del material de varios álbumes grabados en el apartamento de Brooklyn de la banda, fue lanzado en marzo de 2005.
Ese mismo mes el sello lanzó el disco Sing "Other People" del grupo Angels of Light, en el que Akron/Family participó como banda principal de acompañamiento. A esto siguieron varias giras por los Estados Unidos y Europa con Michael Gira tocando como Angels of Light. Cuando actuaban junto a Gira el grupo simultaneaba los papeles de cabeza de cartel y de banda de acompañamiento; cuando actuaban sin él, entre sus compañeros de gira solían estar Great Lake Swimmers y Sir Richard Bishop de Sun City Girls.
A continuación vino Akron/Family & Angels of Light, un split álbum con Angels of Light en octubre de 2005. Poco después de lanzar Meek Warrior en octubre de 2006, la banda presentó siete maquetas en la radio WNYC, sugiriendo con ello que tenía otro álbum en preparación. Akron/Family ha colaborado con la banda canadiense de post-rock Do Make Say Think en el disco You, You're a History in Rust y también en el más reciente, Other Truths.

### Love Is Simple(2007)
En septiembre de 2007 se anunció que el miembro original Ryan Vanderhoof dejaría el grupo "amigablemente en algún momento entre la finalización de Love Is Simple y el comienzo de la gira de la banda en Estados Unidos" según el publicista de Akron/Family. El motivo de su partida fue que "se marchó a vivir a un centro budista Dharma (Tsogyelgar/Flaming Jewel) en el Medio Oeste". La gira Akron/Family en septiembre de 2007 incluyó a los artistas de apoyo Megafaun y Greg Davis que se unieron a Akron/Family en el escenario dando lugar a una banda de siete componentes. Megafaun y Greg Davis también tocaron con Akron/Family para su gira de octubre de 2007 por la costa oeste. The Dodos tocaron los sets de apertura en esta gira. En la primavera de 2008 la banda realizó otra gira con Megafaun como su grupo de apoyo. Además de actuar como teloneros, los tres miembros de Megafaun se unían a Akron/Family en el escenario dando lugar a una formación con seis componentes.

### Set 'Em Wild, Set Em Free(2008–2011)
El 5 de octubre de 2008 la sección de Noticias del sitio web oficial de Akron/Family anunció que la banda había comenzado a grabar un nuevo álbum titulado Set 'Em Wild, Set Em Free el cual fue lanzado el 5 de mayo de 2009 por Dead Oceans Records. Crammed Discs serían los responsables de publicarlo en Europa en esa misma fecha. El 15 de febrero de 2009 Set 'Em Wild, Set Em Free se filtró en Internet. A finales del verano y hasta el otoño de 2009, Akron/Family encabezó una gira con Slaraffenland como teloneros y Jeffrey Lewis and the Junkyard actuando como apoyo principal. Slaraffenland también acompañó a Akron/Family encargándose de la percusión y las trompas.

### S/T II:The Cosmic Birth and Journey of Shinju TNT(2011–2012)
Akron/Family envió un correo electrónico confirmando el título de su siguiente álbum con la siguiente nota: "Este álbum se titula S/T II: The Cosmic Birth and Journey of Shinju TNT. No tenemos idea de lo que significa. Después del salto encontrarás una foto de la nota que se encuentra en la caja marrón con la lista de canciones, el vídeo, y un mp3 con fragmentos de una canción recuperados de una cinta de casete TDK CDR, reliquias de un nuevo mañana y de un futuro más brillante repleto de Akron /Family. Esto es el comienzo, pase lo que pase encontrarás S/T II: The Cosmic Birth and Journey of Shinju TNT en tiendas el 8 de febrero en los EE.UU. y el 14 de marzo en el Reino Unido".

La banda también aparece en el álbum de Swans de 2012 The Seer, en la pista "A Piece of the Sky". Durante este período de tiempo, la banda también estuvo involucrada en una batalla legal por supuesto plagio del logotipo de un cráneo del grupo activista Man Is The Bastard.

### Sub Versesy parón (2013–presente)
El sexto álbum de estudio de Akron/Family, Sub Verses, fue lanzado el 30 de abril de 2013 en Dead Oceans. La banda comenzó la gira correspondiente el 29 de enero de 2013 y concluyó el 8 de diciembre del mismo año. Después de su gira de 2013 los componentes de Akron/Family decidieron desactivar el grupo para centrarse en sus propios proyectos personales, dejando la puerta abierta para una posible reunión en el futuro. El líder Olinsky ha puesto en marcha su propia banda Cy Dune y ha cocreado Lightning Records; Janssen ha formado la banda Dana Buoy y Seaton siguió una carrera en solitario bajo su propio nombre.

## Discografía

### Álbumes de estudio
- Akron/Family (2005)
- Akron/Family & Angels of Light (2005)
- Meek Warrior (2006)
- Love Is Simple (2007)
- Set 'Em Wild, Set 'Em Free (2009)
- Akron/Family II: The Cosmic Birth and Journey of Shinju TNT (2011)
- Sub Verses (2013)

### Otros álbumes
- Eskimo (2003, self-released) CDR, 16 tracks
- Franny & The Portal To The Fractal Universe Of Positive Vibrations (2003; self-released) CDR, 13 tracks.
- Intimate (2003, self-released) CDR, 6 tracks
- Akron (2005, self-released) CD, 7 tracks
- Akron/Family 2006 Tour CD (2006; self-released) – 25 track collection of recordings from 2002 to 2005 sold on tour, limited to 1000 copies.
- Sparrow Trout Heart Sprout (2007; Achord Recordings) – 3-CD set from Seth Olinsky under the name Best of Seth, limited to 500 copies.
- Akron/Family, Greg Davis, and Megafaun OM EP (2007; self-released) – 8 track collection of live recordings and alternate versions sold on tour, limited to 1000 copies.
- Totem – Improv Series 1 (2010; autoproducido) – 14 track collection of improvisation recordings